# Clásico Capitalino
Clásico Capitalino (deutsch Hauptstadtderby) ist die Bezeichnung für das Stadtderby zwischen den in Mexiko-Stadt beheimateten Fußballvereinen Club América und UNAM Pumas. Gemeinsam mit dem Stadtrivalen Cruz Azul gehören beide Vereine zu den drei großen Vereinen im Hauptstadtfußball von Mexiko, deren direkte Aufeinandertreffen als Clásico Joven (América vs Cruz Azul) bzw. Clásico Chilango (UNAM Pumas vs Cruz Azul) bezeichnet werden. Während sich Cruz Azuls Heimstätte, das Estadio Azul, in der Delegación Benito Juárez befindet, befinden sich die Stadien von América (Aztekenstadion) und Pumas (Estadio Olímpico Universitario) im weiter südlich gelegenen Stadtbezirk Coyoacán. Die unmittelbare Nachbarschaft zwischen América und Pumas erklärt die besondere Rivalität beider Vereine und deren mitunter gewalttätige Fans haben diese Begegnung zu einem besonders kritischen Risikospiel werden lassen, das als eines der kritischsten Spiele des amerikanischen Kontinents und als die brisanteste Begegnung der mexikanischen Liga gilt.

## Geschichte

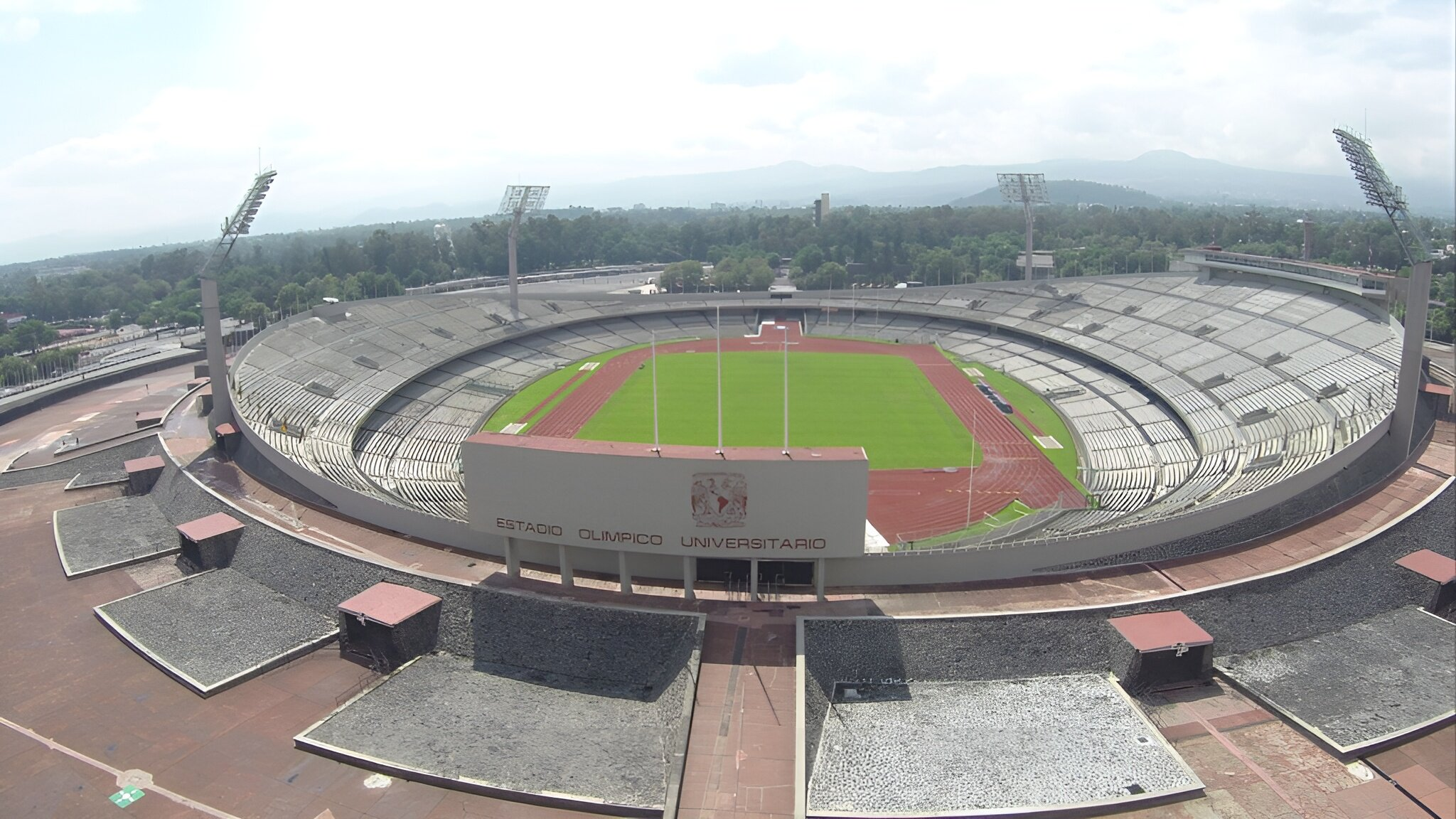
Das 1952 errichtete Estadio Olímpico Universitario war Austragungsort der olympischen Sommerspiele von 1968 und ist Heimspielstätte der Pumas.

Der ältere Club América wurde bereits 1916 gegründet und ist sowohl Rekordmeister der mexikanischen Liga als auch der CONCACAF Champions League. Bestand seine Mannschaft in der Anfangszeit noch ausschließlich aus mexikanischen Spielern, wodurch er trotz mäßiger sportlicher Leistungen gleich vom einheimischen Publikum angenommen wurde, wandelte er sich später zu einem wohlhabenden Verein im Besitz der Televisa, der zahlreiche ausländische Spieler erwarb. Galt er in seiner Anfangszeit noch als schichtenübergreifender Volksverein, der Fans in allen sozialen Klassen hatte, so wurde er später zu einem vermeintlichen Repräsentanten der Oberschicht und wird von seinen Gegnern als „Bonzenklub“ wahrgenommen. Dessen ungeachtet dürfte er noch immer die meisten Fans der Hauptstadt hinter sich haben.
Die UNAM Pumas wurden erst 1954 gegründet und stiegen im Sommer 1962 in die höchste Spielklasse auf, zu deren Gründungsmitgliedern der Club América im Jahr 1943 zählte. In ihren frühen Jahren hatte die Universitätsmannschaft nur geringen Zuspruch und wenig Akzeptanz jenseits des Universitätsgeländes, zumal auch die sportlichen Leistungen anfangs viele Wünsche offenließen. Ihre Akzeptanz beim Hauptstadtpublikum entwickelte sich erst mit den einsetzenden Erfolgen ab den 1970er Jahren. Aufgrund ihres Hintergrundes als Mannschaft der Nationalen Autonomen Universität von Mexiko gelten die Pumas traditionsgemäß als Verein der Intellektuellen und der Mittelschicht; wohingegen der dritte Stadtverein Cruz Azul, Sportverein der gleichnamigen Zementfabrik, als Liebling der ärmeren Bevölkerungsschichten gilt.
Die erste Missgunst von Seiten der damals noch relativ keinen Pumas-Fangemeinde zog der Club América bereits 1969 auf sich, als er den Pumas-Stürmer Enrique Borja verpflichtete, der in den frühen 1970er Jahren bei seinem neuen Verein dreimal in Folge Torschützenkönig der mexikanischen Liga und zu einem der großen Idole der América-Fans wurde.
Zur unumstößlichen Feindschaft der Pumas mit América kam es spätestens in der Saison 1984/85, an deren Ende sich beide Vereine in den Finalspielen gegenüberstanden. Nachdem es im zweiten Spiel zu einer Katastrophe gekommen war und noch kein Sieger ermittelt werden konnte, wurde ein drittes Spiel erforderlich, das der Club América aufgrund einiger Fehlentscheidungen des Schiedsrichters mit 3:1 gewann. Auch die nächste Finalbegegnung am Ende der Saison 1987/88 konnte der Club América für sich entscheiden, während die bisher letzte unmittelbare Finalbegegnung in der Saison 1990/91 mit einem Erfolg der Pumas endete.
Zu den schwersten Ausschreitungen in der Geschichte des Clásico Capitalino kam es unmittelbar im Anschluss an das am 2. April 2001 ausgetragene Punktspiel im Estadio Olímpico Universitario. Bereits während des Spiels war eine latente Anspannung zu spüren und nachdem Schiedsrichterassistent Héctor Manuel Delgadillo von einem Wurfgeschoss getroffen worden war, musste die Begegnung für zehn Minuten unterbrochen werden. Entsprechend lang war die Nachspielzeit, in deren achter Minute der chilenische Verteidiger Ricardo Rojas den 1:1-Ausgleich für den Club América erzielte. Der Frust der Pumas-Fans entlud sich anschließend vor dem Stadion, als der Mannschaftsbus des Club América massiv mit Steinen beworfen wurde. Dabei gingen mehrere Scheiben zu Bruch und einige Spieler der Gäste erlitten leichte Verletzungen. Weil Vorkommnisse dieser Art bei Heimspielen der Pumas kein Einzelfall sind, reiste die Mannschaft des Club América auch schon inkognito in einem neutralen Bus an, um keine Aggressionen zu erzeugen.

## Derbystatistik
Die Statistik beinhaltet alle Spiele aus von der Federación Mexicana de Fútbol Asociación veranstalteten Wettbewerben und befindet sich auf dem Stand per 30. April 2022.
| Wettbewerb           | Spiele | Siege América | Remis | Siege U.N.A.M. | Torverhältnis América : U.N.A.M. |
| -------------------- | ------ | ------------- | ----- | -------------- | -------------------------------- |
| Primera División     | 124    | 45            | 48    | 31             | 169 : 150                        |
| Liguilla             | 025    | 13            | 07    | 05             | 037 : 021                        |
| Copa México          | 011    | 01            | 06    | 04             | 08 : 012                         |
| Campeón de Campeones | 02     | 01            | 01    | 0              | 02 : 01                          |
| Pre Pre Libertadores | 02     | 0             | 02    | 0              | 0 : 0                            |
| Gesamt               | 164    | 60            | 64    | 40             | 216 : 184                        |